# 恩州 (1048年—1369年)
恩州，中国古代的州。
北宋庆历八年（1048年），宋朝平定王则之乱，改贝州之名为恩州，将岭南的恩州改名南恩州。治所在清河县（今河北省清河县西）。辖境相当今河北省故城、清河二县，山东省武城县及平原县、德州市部分地。金朝初徙治历亭县（今山东省武城县东北旧城）。元朝至元二年（1265年）省历亭县入恩州。辖境缩小，仅相当今山东省平原县西部地。明朝洪武二年（1369年），降恩州为恩县，属东昌府高唐州。